# Deep Space Climate Observatory

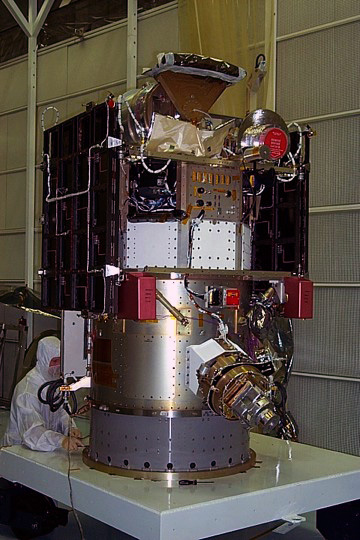
Observatori de Clima Espacial profund

Deep Space Climate Observatory (Observatori Climàtic de l'Espai Profund, DSCOVR; anteriorment conegut com Triana, conegut extraoficialment com a GoreSat) és un satèl·lit meteorològic, de clima espacial i satèl·lit d'observació de la Terra de l'Administració Nacional dels Oceans i de l'Atmosfera (NOAA). Va ser llançat des de Cap Canaveral per SpaceX en un vehicle de llançament Falcon 9 v1.1 l'11 de febrer de 2015. Aquest és el primer satèl·lit espacial profund de la NOAA i es va convertir en el seu principal sistema d’avís de la Terra en cas de tempestes magnètiques solars.
DSCOVR es va proposar originalment com una sonda espacial d’observació de la Terra situada al punt de Lagrange L1 de l'òrbita Sol-Terra, a uns 1.500.000 quilòmetres de la superfície de la Terra, proporcionant vídeo en directe a través d'Internet de la cara de la Terra il·luminat pel sol a més de disposar d'instruments científics per estudiar el canvi climàtic. Va ser al principi desenvolupat com a proposta de satèl·lit de la NASA en 1998 pel llavors Vicepresident Al Gore amb la principal missió d'observació de la Terra. Tanmateix els canvis polítics posteriors als Estats Units van provocar la cancel·lació de la missió, i el 2001 la nau espacial va ser emmagatzemada.
Els defensors de la missió van continuar pressionant per a la seva reinstal·lació, i un canvi en l'administració presidencial el 2009 va provocar que DSCOVR fos extret de l'emmagatzematge i reformat, i la seva missió es va tornar a centrar en l'observació solar i l'alerta precoç sobre les ejeccions de massa coronal encara que també es dedicaria a l'observació de la Terra. i a la vigilància del clima. Va ser llançat a bord d'un coet Falcon 9 de SpaceX l'11 de febrer de 2015 i va arribar al punt L1 el 8 de juny de 2015.
La NOAA opera el DSCOVR des de la seva instal·lació d’operacions per satèl·lit a Suitland, Maryland. Les dades espacials adquirides que permeten prediccions meteorològiques precises es duen a terme al Centre de predicció del temps espacial a Boulder (Colorado). Les dades finals s'arxiven en els Centres Nacionals d’Informació Ambiental mentre que la NASA realitza el processament de les dades dels sensors de la Terra.

## Nau espacial

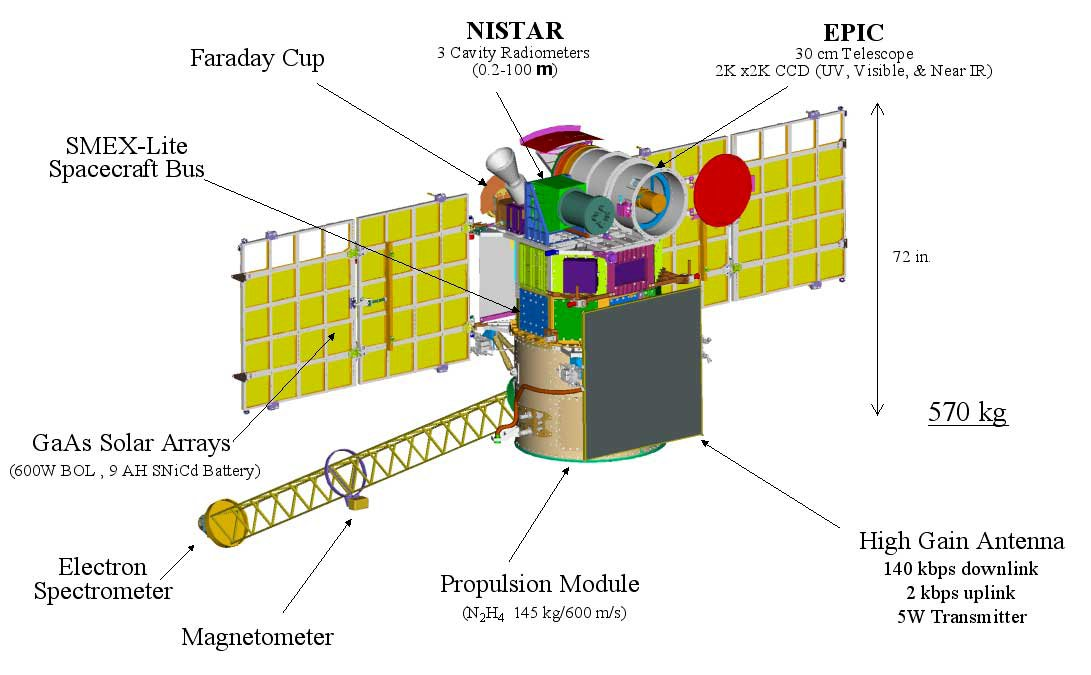
Diagrama de DSCOVR

El DSCOVR està basat en el bus satèl·lit SMEX-Lite amb una massa de llançament d'aproximadament 570 kg. Els principals conjunts d’instruments científics són el magnetòmetre de plasma d’observació solar (PlasMag), el radiòmetre avançat NIST (NISTAR) d'observació de la Terra i la càmera d’imatge policromàtica de la terra (EPIC). El DSCOVR té dos panells solars desplegables, un mòdul de propulsió, un boom i una antena.
Des del seu lloc privilegiat a l'espai el DSCOVR controla les condicions variables del vent solar, proporciona un avís precoç d'acostament a les ejeccions de massa coronal i observa fenòmens a l'atmosfera i a la superfície de la Terra, inclosos canvis en l'ozó, aerosols, pols i cendres volcàniques, alçada dels núvols, coberta vegetal i clima. A la seva ubicació Sol-Terra L1 té una visió contínua del Sol i de la cara il·luminat de la Terra pel Sol. Després que la sonda espacial arribés in situ i entrés en la seva fase operativa, la NASA va començar a publicar imatges de la Terra en temps gairebé real a través del lloc web de l'instrument EPIC. DSCOVR obté imatges de la Terra cada dues hores i és capaç de processar-los més ràpidament que altres satèl·lits d'observació de la Terra.
La nau espacial orbita al voltant del punt de Lagrange L1 en un període de sis mesos, amb un angle sonda – Terra-Sol que varia de 4° a 15°.

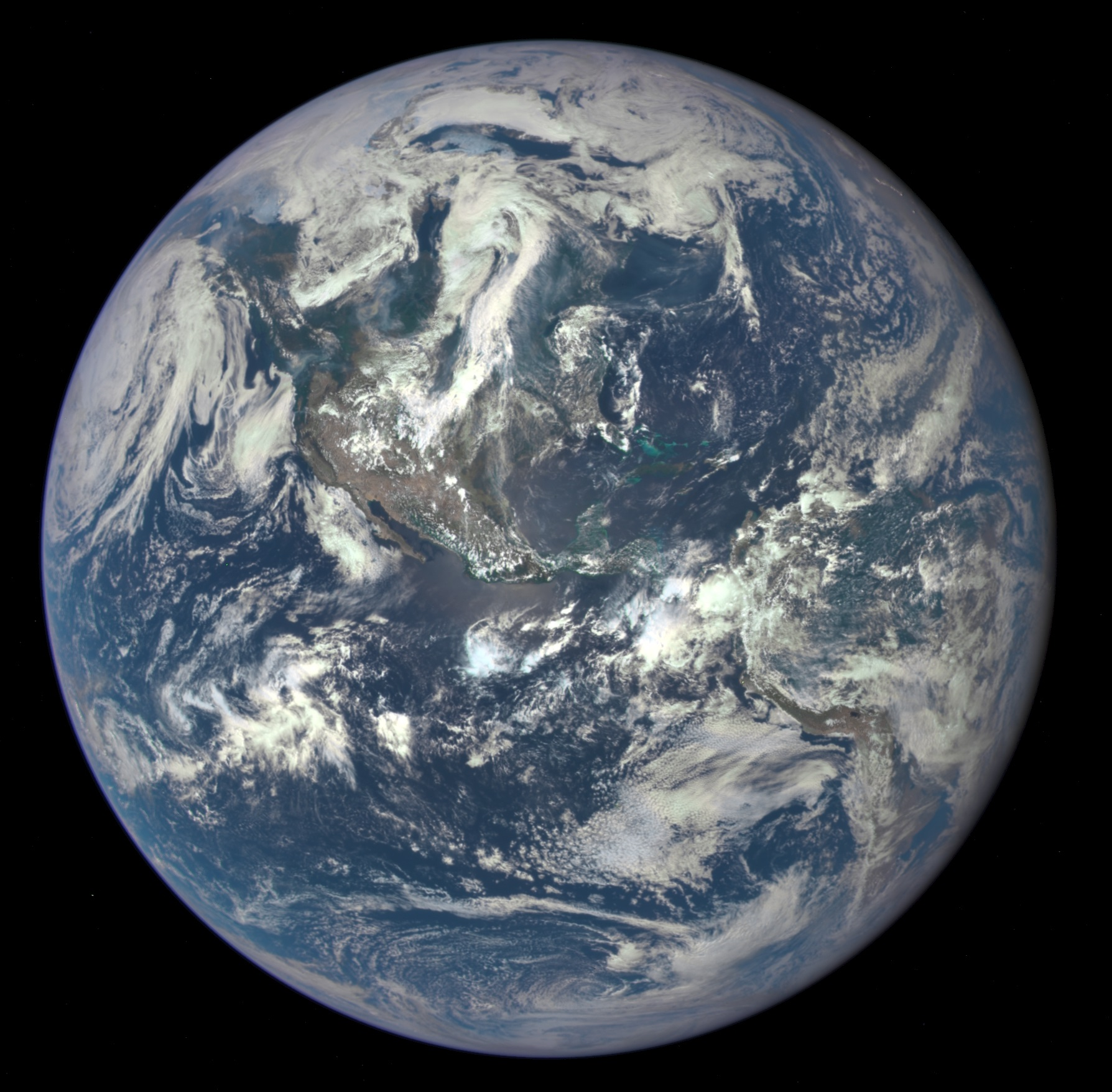
La primera imatge obtinguda per la càmera EPIC, lliurada per la NASA el 6 de juliol 2015. Mostra la cara il·luminada de la Terra des d'una distància de 1475207 km, centrada en el continent americà.